# آستنلند (فیلم)
آستنلند یا سرزمین آستن (به انگلیسی: Austenland) فیلمی محصول سال ۲۰۱۳ و به کارگردانی جروشا هس است. در این فیلم بازیگرانی همچون کری راسل، جی‌جی فیلد، برت مک‌کنزی، جنیفر کولیج، جیمز کالیس، جین سیمور، جورجیا کینگ، ریکی ویتل، روپرت ونسیتارت و ریچارد رید ایفای نقش کرده‌اند.